# Fuente de Narciso

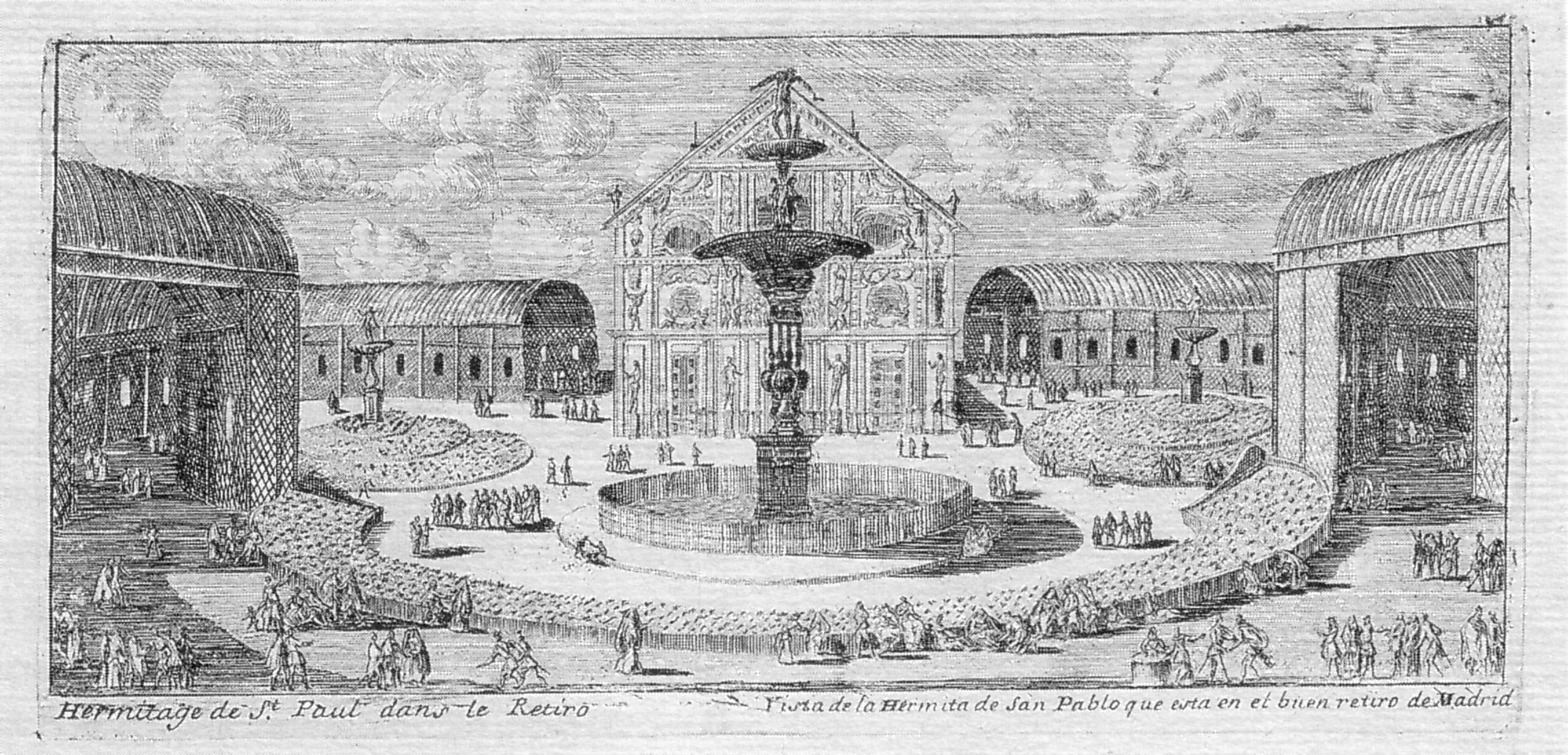
Vista de la fuente ornamental de Narciso, en la glorieta de la ermita de san Pablo, en el Real Sitio del Buen Retiro de Madrid, mandada construir por Felipe IV, con diseños de Juan Gómez de Mora. Colección de estampas del Museo de Historia de Madrid.

La fuente de Narciso fue una fuente ornamental del Madrid de los Austrias, situada en el Real Sitio del Buen Retiro, frente a la ermita de San Pablo, una de las siete que existían en el parque privado de Felipe IV. Aparece en un grabado del siglo xviii, según dibujo y aguafuerte originales de Louis Meunier hechos hacia 1665. También aparece dibujada en el plano de Teixeira de 1656 y en dibujos posteriores.

## Descripción

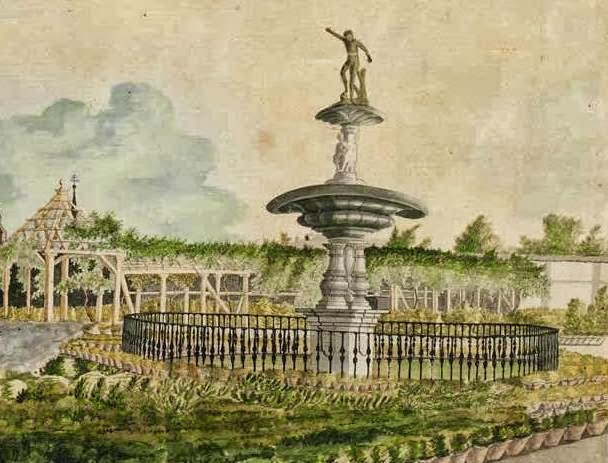
Detalle de la Fuente de Narciso, en un dibujo de Domingo de Aguirre, hacia 1778.

La fuente, casi concebida como parte de un decorado, fue construida en 1656 siguiendo la traza del arquitecto real Juan Gómez de Mora por Baccio del Bianco y concluida por el fontanero real Dionisio Mantuano. En la taza más baja rezaba la inscripción latina «Philautiam fuge, réspiceÁreas Flos es? Certo, citoque peris. Floretn te aestims Narcise? Certius, citiusque perlbis.» Una segunda taza quedaba apoyada en seis balaustres sobre un pedestal; encima de esta, la tercera taza era sostenida por un grupo de tres niños.
La estructura quedaba coronada en la taza más alta por un Narciso con los brazos abiertos e inclinado, como si estuviese reflejándose en las aguas.